# Открытый чемпионат Китая по теннису 2012
Открытый чемпионат Китая по теннису 2012 года — ежегодный профессиональный теннисный турнир в серии ATP 500 для мужчин и WTA Premier Mandatory для женщин. Соревнование традиционно проводится на открытых хардовых кортах в Пекине, Китай.
Соревнования прошли с 30 сентября по 7 октября 2012 года.
Прошлогодние победители:
- мужской одиночный разряд —  Томаш Бердых
- женский одиночный разряд —  Агнешка Радваньская
- мужской парный разряд —  Микаэль Льодра /  Ненад Зимонич
- женский парный разряд —  Квета Пешке /  Катарина Среботник

## Соревнования

### Мужчины одиночки
Новак Джокович обыграл  Жо-Вильфрида Тсонгу со счётом 7-6(4), 6-2.
- Джокович выигрывает 4-й титул в сезоне и 32-й в карьере. Для серба это третья титул на этом турнире за последние 4 года.
- Тсонга уступает 6-й финал в карьере и первый в этом году.

### Женщины одиночки
Виктория Азаренко обыграла  Марию Шарапову со счётом 6-3, 6-1.
- Виктория Азаренко выигрывает свой четвёртый титул в году и 13-й в карьере.
- Впервые после реформы календаря в 2009 году одна теннисистка выигрывает 2 турнира высшей категории тура в один год.
- Шарапова уступает 5-й финал в сезоне и 3-й финал на турнирах данной категории в году.

### Мужчины пары
Боб Брайан /  Майк Брайан обыграли  Карлоса Берлока /  Дениса Истомина со счётом 6-3, 6-2.
- Боб и Майк Брайаны выигрывают свой 7-й совместный титул в этом году и 82-й в карьере.

### Женщины пары
Елена Веснина /  Екатерина Макарова обыграли  Нурию Льягостеру Вивес /  Саню Мирзу со счётом 7-5, 7-5.
- Макарова выигрывает свой первый титул в году (и впервые на турнире высшей категории) и второй в карьере.
- Веснина выигрывает свой первый титул в году и 7-й в карьере.